# 沃伊泰格鄉
45°28′N 21°14′E / 45.467°N 21.233°E
沃伊泰格鄉（羅馬尼亞語：Comuna Voiteg, Timiș），是羅馬尼亞的鄉份，位於該國西部，由蒂米什縣負責管轄，面積70平方公里，海拔高度84米，2002年人口2,134，人口密度每平方公里31人。